# Type 100 (submetralhadora)
A Type 100 (一〇〇式機関短銃, Hyaku-shiki kikan-tanjū) era uma submetralhadora japonesa usada durante a Segunda Guerra Mundial e a única submetralhadora produzida pelo Japão em quantidades consideráveis. Foi feito em duas variantes básicas referidas por observadores americanos e britânicos como Type 100/40 e Type 100/44, este último também conhecido como Type 100 (simplificado). Um pequeno número da versão anterior foi convertida para coronha dobrável, às vezes referida pelos Aliados como a Type 100 Navy, feita para paraquedistas.

## Protótipos
O Japão demorou a introduzir a submetralhadora em suas forças armadas. Embora cerca de 6.000 modelos da SIG Bergmann 1920 (uma versão licenciada da MP 18 alemã) e algumas Solothurn S1-100 tenham sido adquiridas da Suíça e da Áustria nas décadas de 1920 e 1930, e tenham sido usadas na invasão da China em 1937, a produção de uma submetralhadora nativa não começou até 1944. Nesse ínterim, o Japão Imperial encomendou 350 submetralhadoras MAB38/43 de seus aliados italianos e elas foram entregues em 1943.
Enquanto as importações da Europa Ocidental eram utilizadas, o desenvolvimento japonês de submetralhadoras estava estagnado. Depois que protótipos anteriores projetados e construídos pela Nambu Arms Manufacturing Company, as submetralhadoras Modelo Experimental 1 e Modelo Experimental 2, se mostraram inadequados, novos requisitos foram formulados em agosto de 1937 pelo Exército. O novo projeto mais simples foi baseado nas submetralhadoras europeias importadas "tipo Bergmann", que foram usadas com eficácia em ambas as Batalhas de Xangai pelos fuzileiros navais japoneses. Isso levou ao desenvolvimento da submetralhadora Experimental Modelo 3 em 1938. A versão mais antiga era conhecida como Modelo 3A, mas após algumas mudanças o Modelo 3B foi introduzido em abril de 1939. Recebeu resultados geralmente positivos nos testes e foi recomendado produzir um lote de 200 armas para testes militares com unidades de infantaria, cavalaria e reserva. Requisitos adicionais foram feitos para maior precisão e uma maneira de montar a baioneta padrão Type 30. Uma parte das armas das unidades de cavalaria foi montada com um bipé e uma mira de até 1.500 metros para avaliar suas capacidades em comparação com a volumosa metralhadora leve Type 11.


## Versão inicial

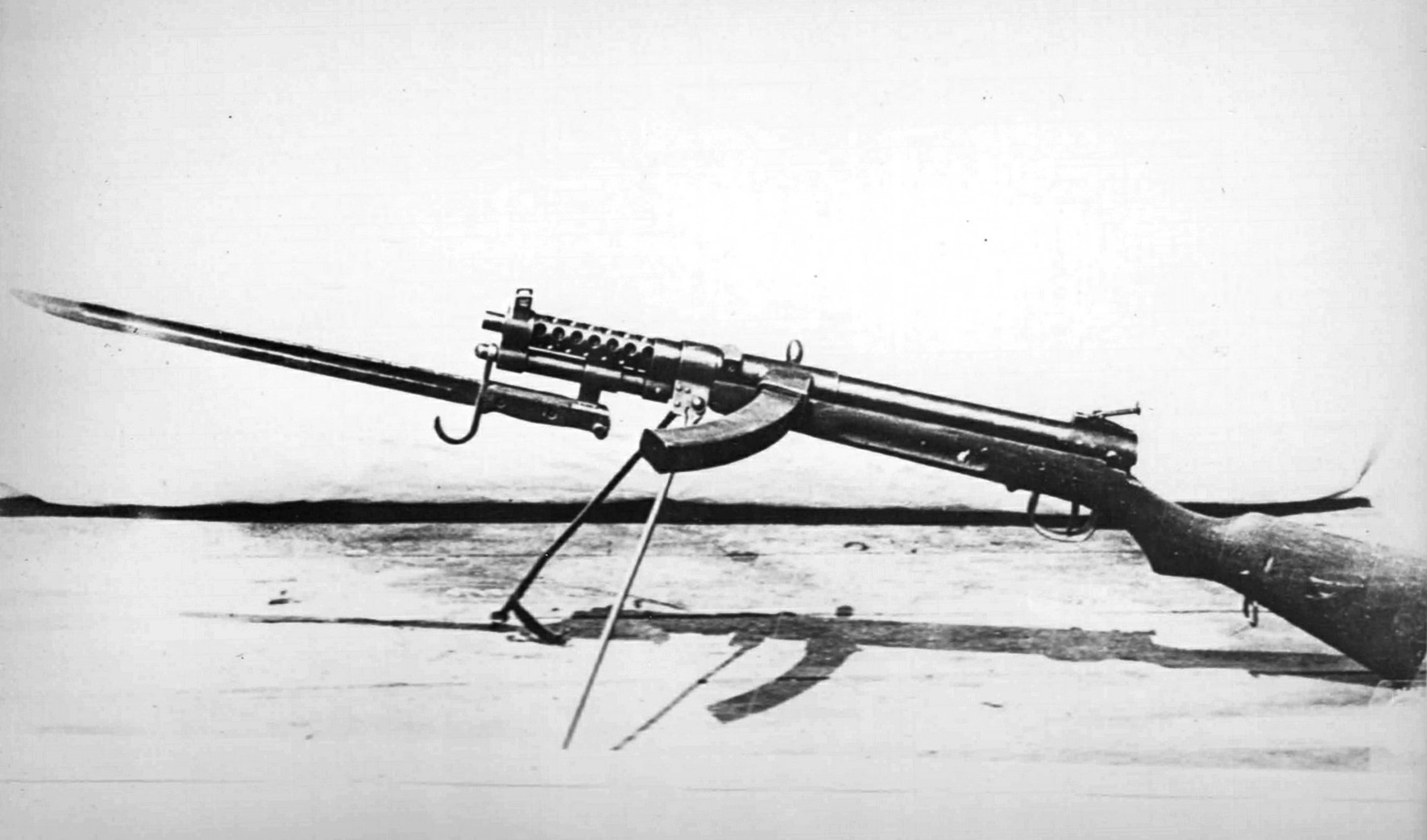
Modelo inicial da Type 100 capturada na Birmânia

Em novembro de 1939 veio o lançamento do Type 3C, que incluía um freio de boca de dupla ranhura. Após a conclusão quase completa do ciclo de testes desta versão, ela foi adotada pelo Exército Imperial Japonês no verão de 1940 como a submetralhadora Type 100 (conhecida na literatura ocidental como "Type 100/40"). No entanto, nenhum pedido importante foi feito para a nova arma, pois o interesse do exército se voltou para a nova metralhadora leve Type 99 de 7,7 mm. Não havia necessidade de uma "submetralhadora" nas táticas do Exército Imperial. Sob um contrato militar de baixa prioridade, a Type 100 começou a ser implantada em agosto de 1942, com números não superiores a 1.000 unidades, das quais cerca de 200 foram convertidas em modelos dobráveis para uso por pára-quedistas do exército. Estas foram convertidas (junto com projetos semelhantes para fuzis Arisaka) após problemas com armas sendo largadas em sacos separados dos pára-quedistas, como na Batalha de Palembang, e deveriam ser armazenadas em um saco preso ao estômago do saltador. A versão paraquedista foi referida pelos aliados como "Type 100 navy".
Um número limitado do primeiro modelo Type 100 foi entregue às Ilhas Salomão no final de 1942 para testes militares. Um pequeno lote foi entregue em Guadalcanal, mas o restante dos carregamentos foi afundado antes de atingir seus objetivos. Alguns modelos muito antigos, sem freio de boca, mas com bipé e mira de até 1.500 metros (a "variante de cavalaria" do Modelo 3B), foram capturados pelos britânicos nos estágios finais da Campanha da Birmânia, trazidos em por reforços japoneses. Da variante pára-quedista, algumas foram capturadas em Luzon durante a Campanha das Filipinas.

## Versão final

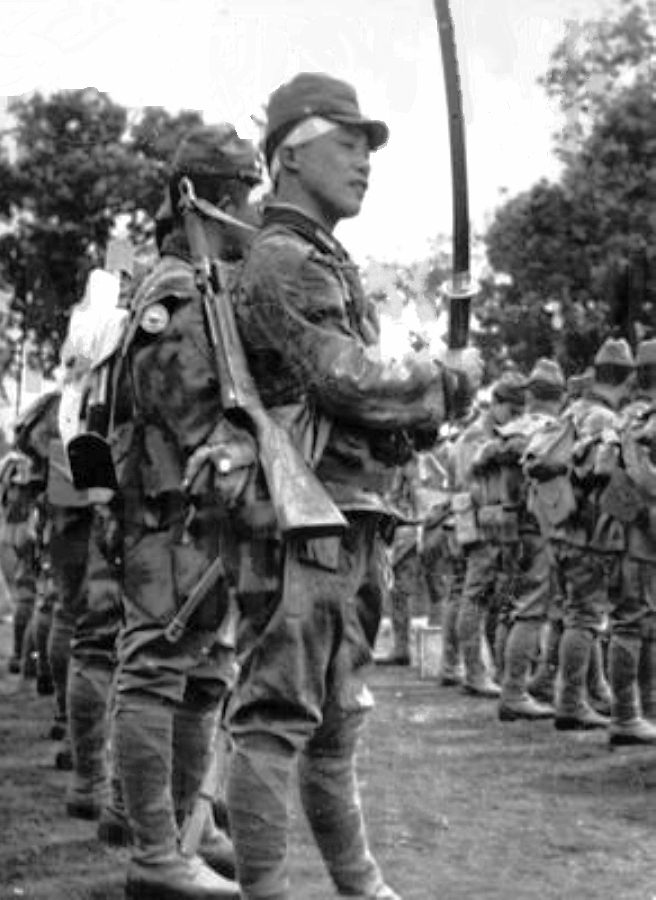
Um paraquedista do Giretsu Kuteitai armado com uma Type 100 no campo de aviação Kengen, Kumamoto, maio de 1945

À medida que a guerra continuava, a procura por submetralhadoras aumentou muito. Em janeiro de 1944, sob contrato com o exército, começou a produção em maior escala da Type 100. Em conexão com as variantes de "padrão substituto" de qualidade inferior de outras armas japonesas para aumentar a velocidade e reduzir o custo de fabricação, uma série de mudanças foram feitas para simplificar a Type 100. Isso levou ao modelo posterior de 1944 da Type 100, conhecida no ocidente como a "Type 100/44". A variante de 1944 era um pouco mais longa, com mira de ferro simples e um freio de boca bastante simplificado, consistindo em duas janelas perfuradas no cano. A grande barra de montagem da baioneta foi eliminada, passando a baioneta a ser encaixada no cano; consequentemente, a boca se projetava mais da manga perfurada. Os cantos foram cortados na produção, deixando muitas Type 100 com coronhas mal acabados e metal mal soldado. A arma resultante demonstrou boa confiabilidade com baixo recuo e precisão satisfatória para trabalhos de curta distância. Cerca de 7.500 foram produzidas no total.
De acordo com o historiador japonês Shigeo Sugawa, uma pequena quantidade dos primeiros modelos da Type 100 foram produzidos pela Chuo Kogyo Company, enquanto o último modelo foi produzido na Fábrica Toriimatsu do Arsenal de Nagoya de maio de 1944 até o final da guerra, em um ritmo de aproximadamente 1.000 por mês. Ele estima que o número total produzido seja de cerca de 10.000, quase 9.000 deles sendo modelos posteriores.
A versão posterior da Type 100 foi usada por unidades especiais do Exército Imperial e foi encontrada nas mãos de unidades de ataque de pára-quedistas na Campanha das Filipinas e na Batalha de Okinawa, notavelmente usada pelas forças especiais transportadas por avião Giretsu Kuteitai. Após a guerra, um número limitado foi fornecido pela administração americana para armar a polícia japonesa.

## Operadores
- Japão[10]
- Estados Unidos: O estoque restante foi posteriormente usado para armar a Agência Nacional de Polícia no Japão ocupado, após sua formação em 1954.